# Aldeonte
Aldeonte ist eine Gemeinde in der spanischen Provinz Segovia. Sie liegt im Süden der Autonomen Region Kastilien und León, an der Nordwestabdachung der Sierra de Guadarrama. Sie hat 55 Einwohner (Stand: 2024). 

## Geographie
Aldeonte liegt etwa 45 Kilometer nordöstlich vom Stadtzentrum von Segovia in einer Höhe von ca. 965 m.
Aldeonte befindet sich innerhalb der Zone des kontinentalen mediterranen Klimas.

## Bevölkerungsentwicklung
| Jahr      | 1970 | 1981 | 1991 | 2001 | 2011 | 2021 |
| Einwohner | 177  | 147  | 109  | 96   | 62   | 56   |

## Sehenswürdigkeiten

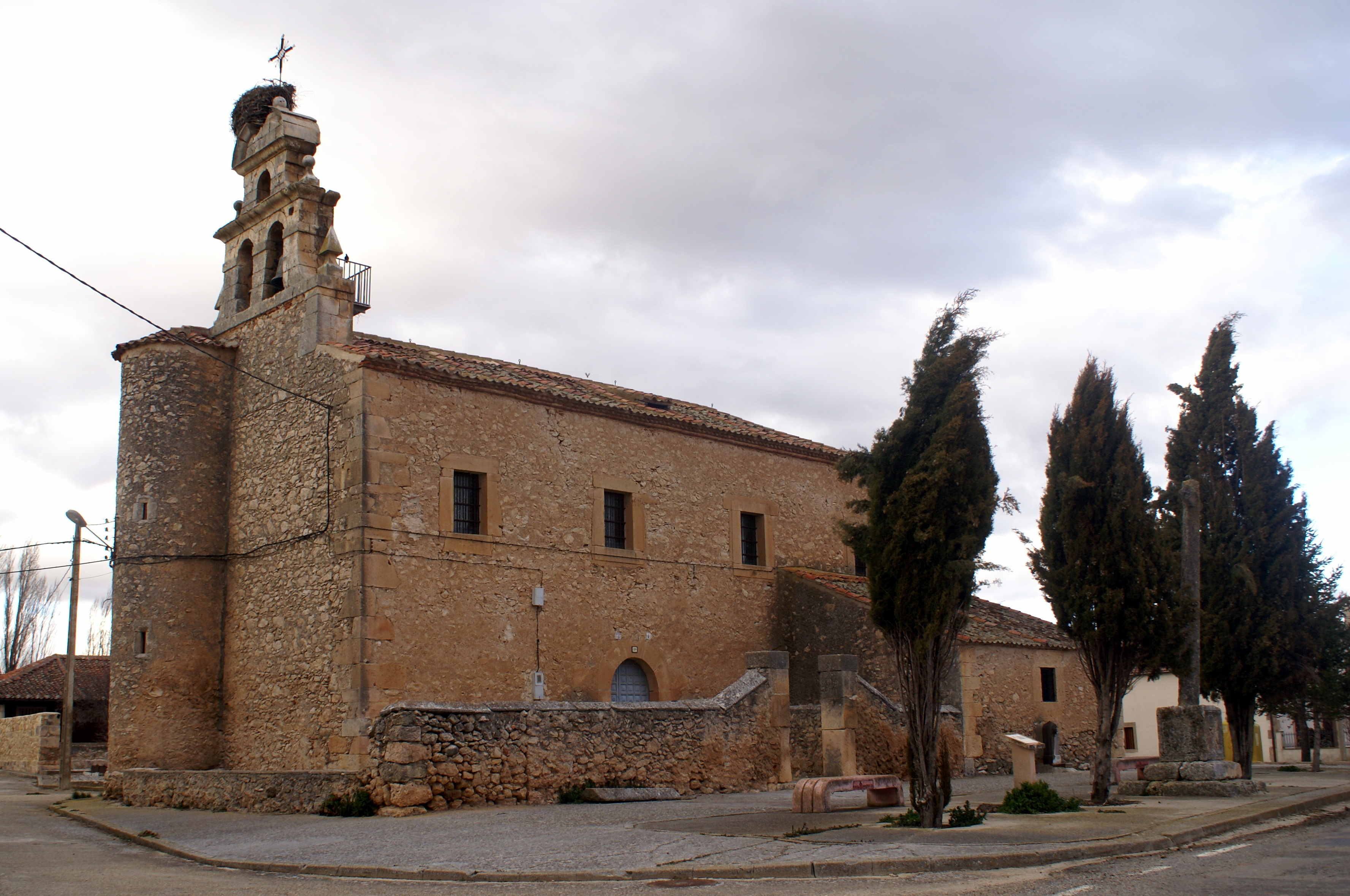
Fructuskirche

- Fructuskirche